# Гамаліївка (Миргородський район)
Гамалі́ївка — село в Україні, у Лохвицькій міській громаді Миргородського району Полтавської області. Населення становить 388 осіб. До 2020 року орган місцевого самоврядування — Токарівська сільська рада.

## Географія
Село Гамаліївка знаходиться на відстані 1,5 км від села Долинка, за 2 км — села Погарщина та Пучківщина. По селу протікає пересихаючий струмок з загатою. Поруч проходить автомобільна дорога Т 1705.

## Історія
12 червня 2020 року, відповідно до розпорядження Кабінету Міністрів України № 721-р «Про визначення адміністративних центрів та затвердження територій територіальних громад Полтавської області», село увійшло до складу Лохвицької міської громади.
19 липня 2020 року, в результаті адміністративно - територіальної реформи та ліквідації Лохвицького району, село увійшло до складу новоутвореного Миргородського району Полтавської області.

## Економіка
- Глинсько-Разбишівський цех переробки газу Качанівського газопереробного заводу.

## Об'єкти соціальної сфери
В селі розміщена Гамаліївська ЗОШ І-ІІ ступенів, яку відвідує 35 учнів, що проживають у селах Гамаліївка і Долинка.

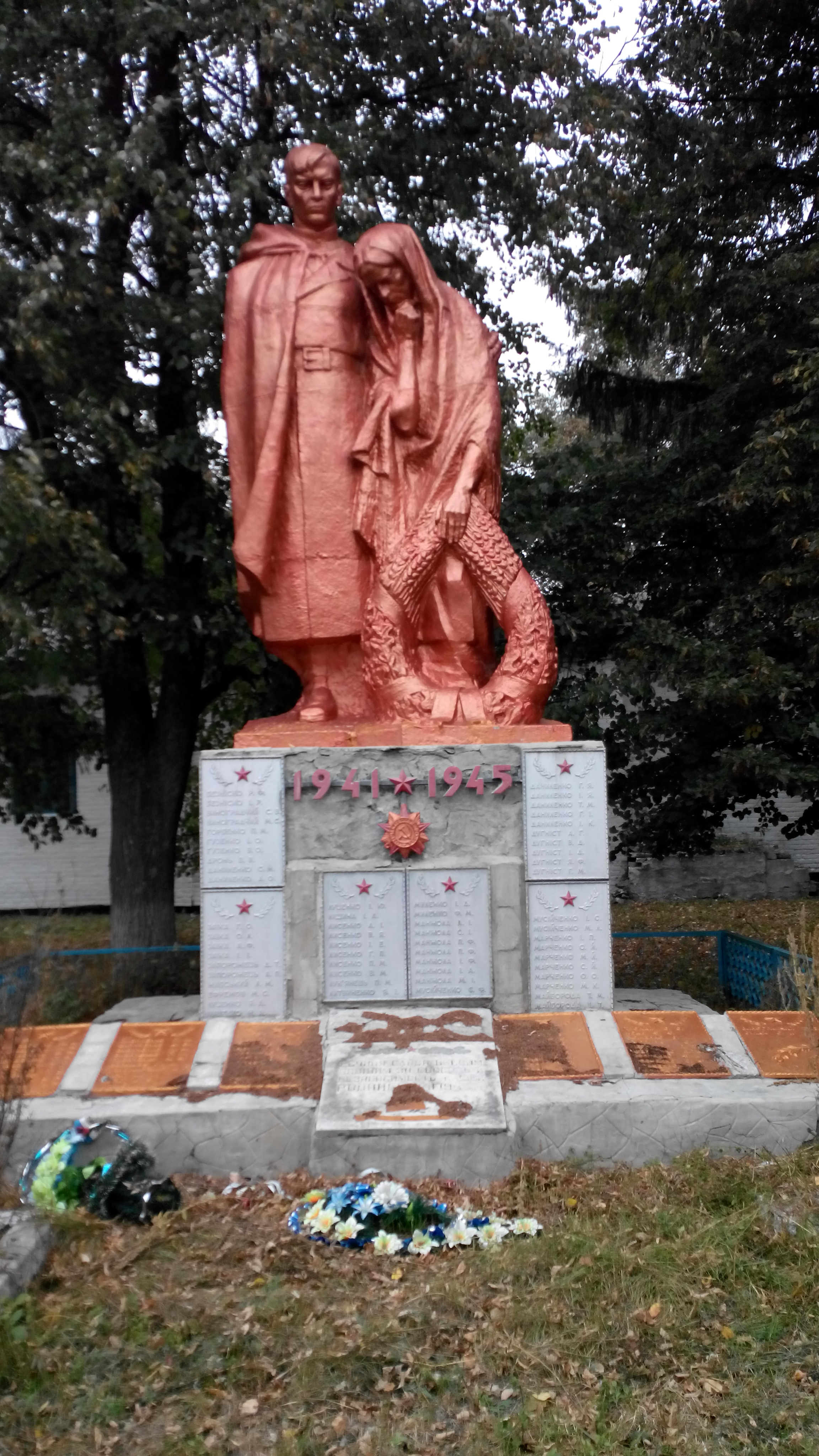
Пам'ятник полеглим воїнам-землякам
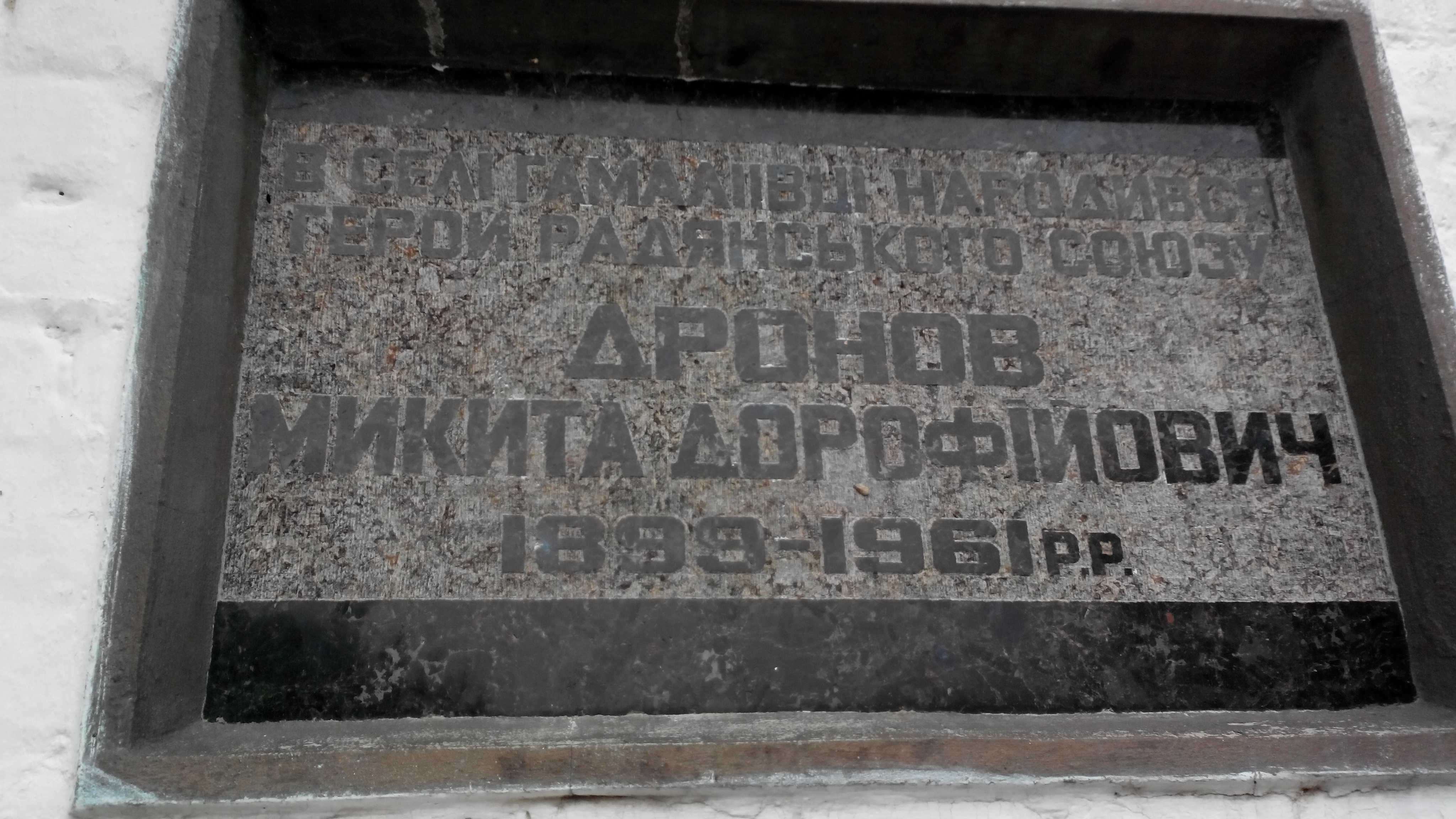
Меморіальна дошка на честь М. Д. Дронова на фасаді колишньої школи
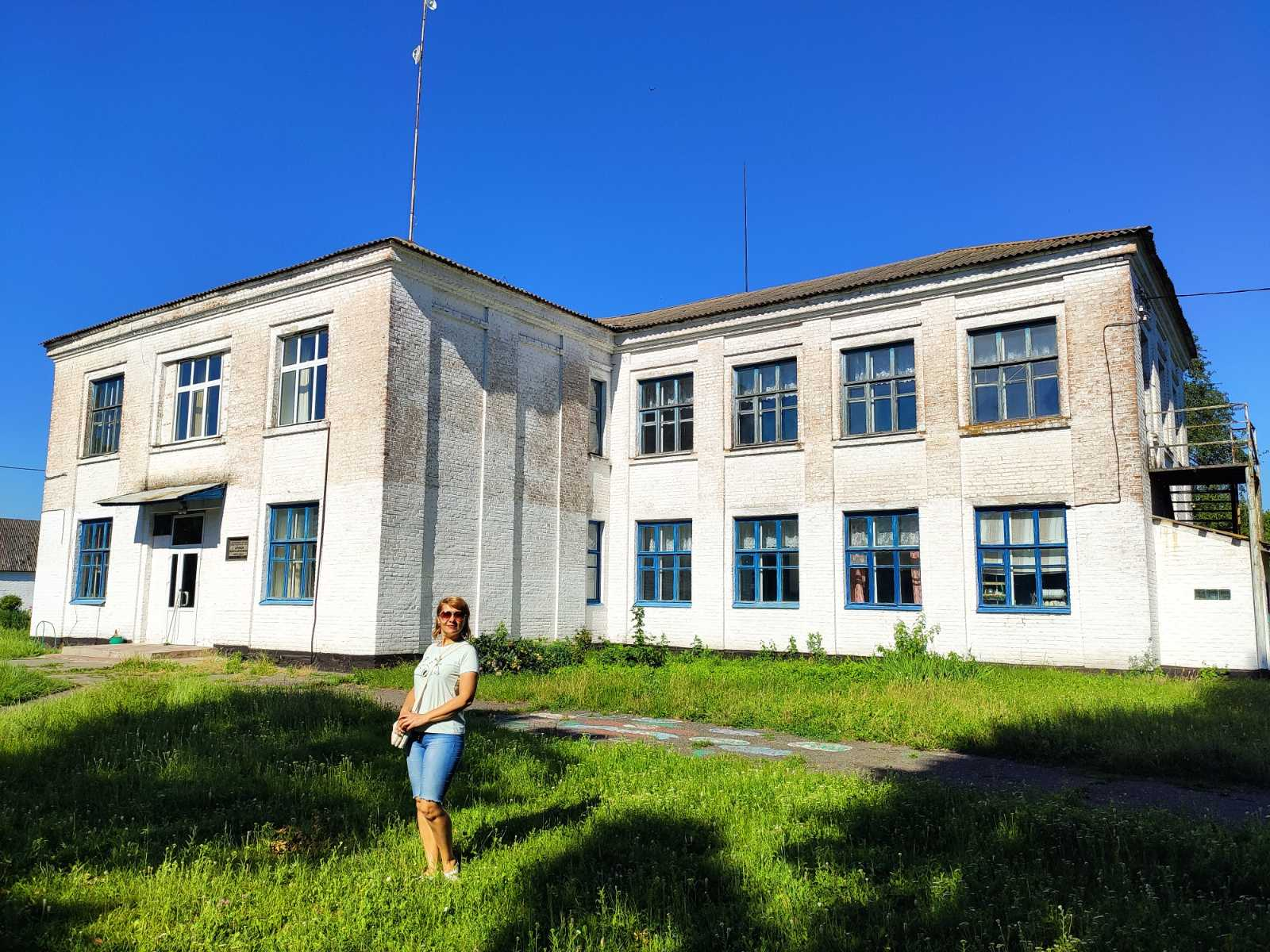
Будівля колишньої школи